# Pont-à-Bucy
Pour les articles homonymes, voir Bucy.
Pont-à-Bucy est une localité de la commune de Nouvion-et-Catillon et une ancienne commune française, située dans le département de l'Aisne en région Hauts-de-France.

## Géographie
Par rapport au chef-lieu de la commune, Pont-à-Bucy se situe au sud du Nouvion-et-Catillon sur la rive opposé de la Serre. Elle se trouve sur l'axe routier, D35, reliant Crécy-sur-Serre à La Fère et desservant l'autoroute A 26. La commune avait une superficie de 4,55 km2

## Histoire
Par décret, la commune reçoit la croix de guerre 1914-1918 le 17 octobre 1920.
La commune de Pont-à-Bucy a été créée lors de la Révolution française. Le 1er janvier 1979, elle est supprimée à la suite d'un arrêté préfectoral du 30 novembre 1978. Son territoire est alors rattaché à la commune voisine de Nouvion-et-Catillon par le même arrêté.

## Toponymie
Autrefois Burci en 1131 ; Burciacus en 1189 ; Pons ad Buxiacum en 1272.

## Administration
Jusqu'à sa suppression en 1979, la commune faisait partie du canton de Crécy-sur-Serre dans le département de l'Aisne. Elle portait le code commune 02611. Elle appartenait aussi à l'arrondissement de Laon depuis 1801 et au district de Laon entre 1790 et 1795. La liste des maires de Pont-à-Bucy est :
| Période                                  | Période | Identité                            | Étiquette | Qualité     |
| ---------------------------------------- | ------- | ----------------------------------- | --------- | ----------- |
| 1865                                     | 1884    | François Antoine Constant Bourgeois |           |             |
| 1884                                     | 1892    | Louis Cézaire Gadroy                |           |             |
| 1892                                     | 1903    | Jules Édouard Victor Galland        |           |             |
| 1904                                     | ?       | Louis Fernand Ernest Lefebvre       |           |             |
| ...                                      | ...     |                                     |           |             |
| 1971                                     | 1979    | Pierre Lequeux                      |           | Agriculteur |
| Les données manquantes sont à compléter. |         |                                     |           |             |

## Démographie

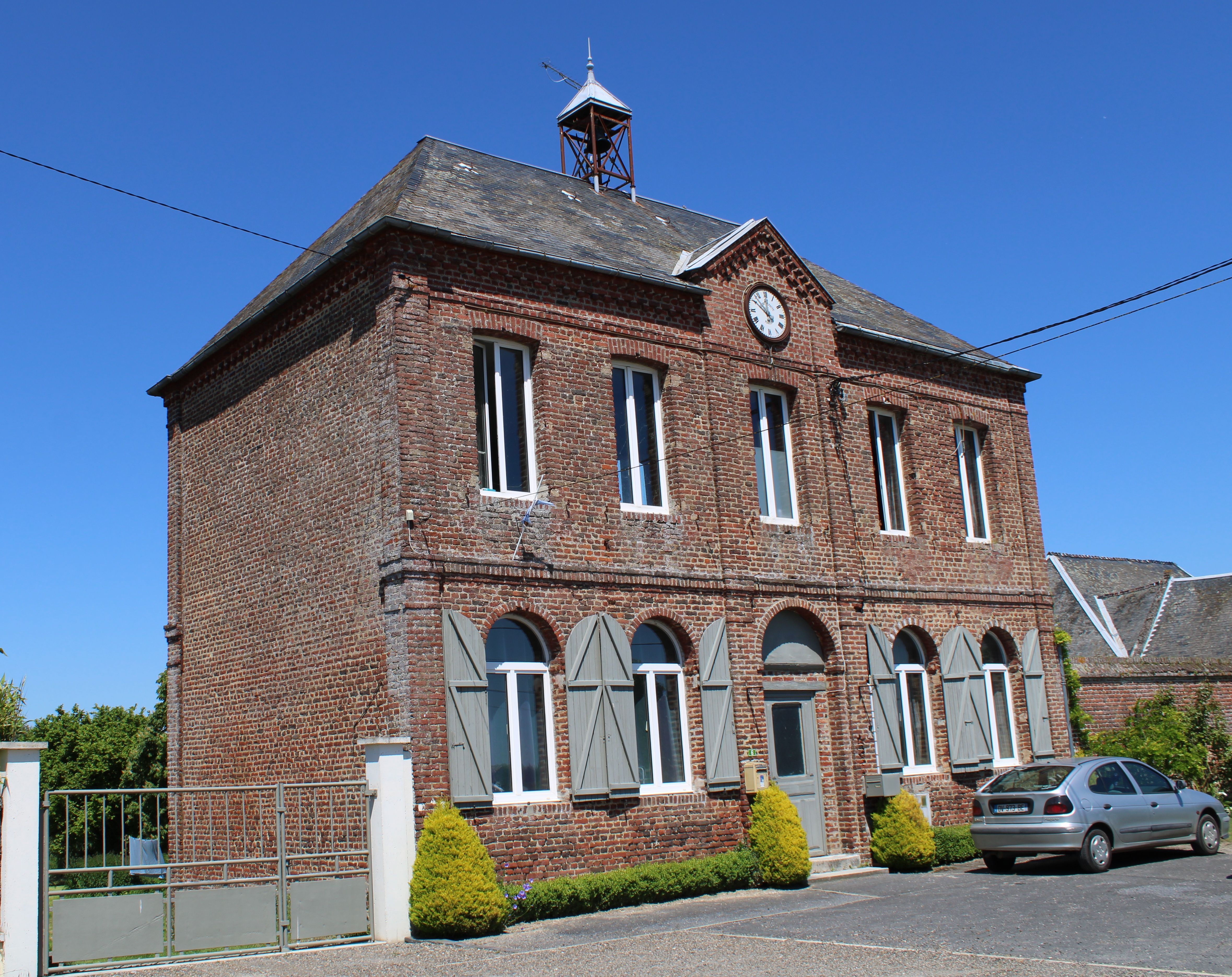
L'ancienne mairie de Pont-à-Bucy.

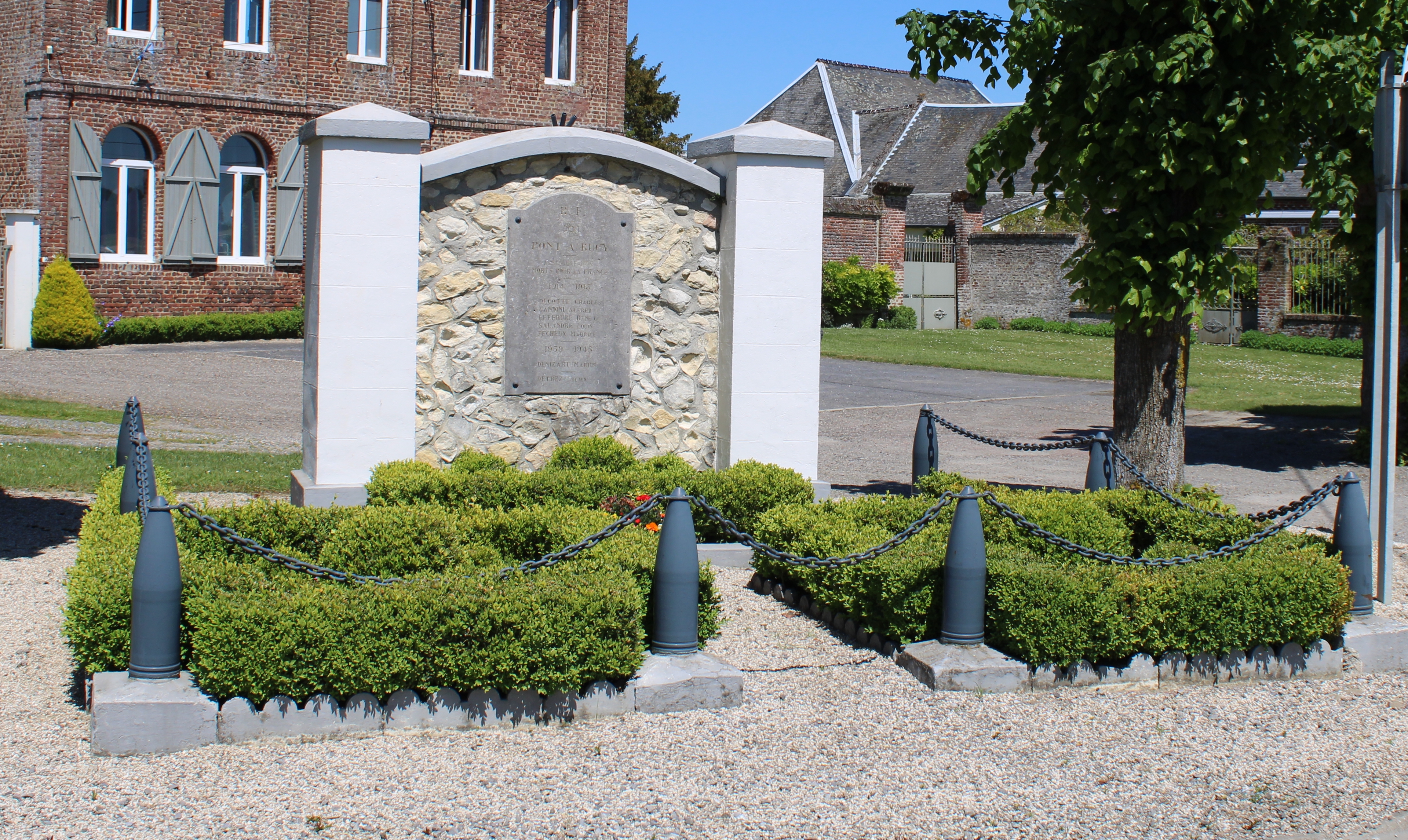
Le monument aux morts de Pont-à-Bucy.

Jusqu'en 1979, la démographie de Pont-à-Bucy était :
| 1793 | 1800 | 1806 | 1821 | 1831 | 1836 | 1841 | 1846 | 1851 |
| ---- | ---- | ---- | ---- | ---- | ---- | ---- | ---- | ---- |
| 149  | 161  | 150  | 159  | 157  | 166  | 171  | 160  | 155  |

| 1856 | 1861 | 1866 | 1872 | 1876 | 1881 | 1886 | 1891 | 1896 |
| ---- | ---- | ---- | ---- | ---- | ---- | ---- | ---- | ---- |
| 156  | 144  | 151  | 142  | 144  | 138  | 150  | 147  | 135  |

| 1901 | 1906 | 1911 | 1921 | 1926 | 1931 | 1936 | 1946 | 1954 |
| ---- | ---- | ---- | ---- | ---- | ---- | ---- | ---- | ---- |
| 148  | 133  | 127  | 81   | 105  | 110  | 91   | 101  | 94   |

| 1962 | 1968 | 1975 | - | - | - | - | - | - |
| ---- | ---- | ---- | - | - | - | - | - | - |
| 98   | 84   | 72   | - | - | - | - | - | - |

### Passé ferroviaire du village
| Pont-à-Bucy |

De 1878 à 1959, Pont-à-Bucy, qui était alors une commune autonome, a été traversée par la  ligne de chemin de fer Dercy-Mortiers à Versigny, qui , venant de Remies, traversait le village au nord le long de La Serre et se dirigeait vers Nouvion-le-Comte.
 
Cette ligne servait aux transport de passagers, de marchandises, de betteraves sucrières, de pierre à chaux.

À partir de 1950, avec l'amélioration des routes et le développement du transport automobile, le trafic ferroviaire a périclité et la ligne a été fermée en 1959. Les rails ont été retirés. L'ancienne gare est devenue une habitation.

## Patrimoine
- Église Saint-Denis de Pont-à-Bucy[6]

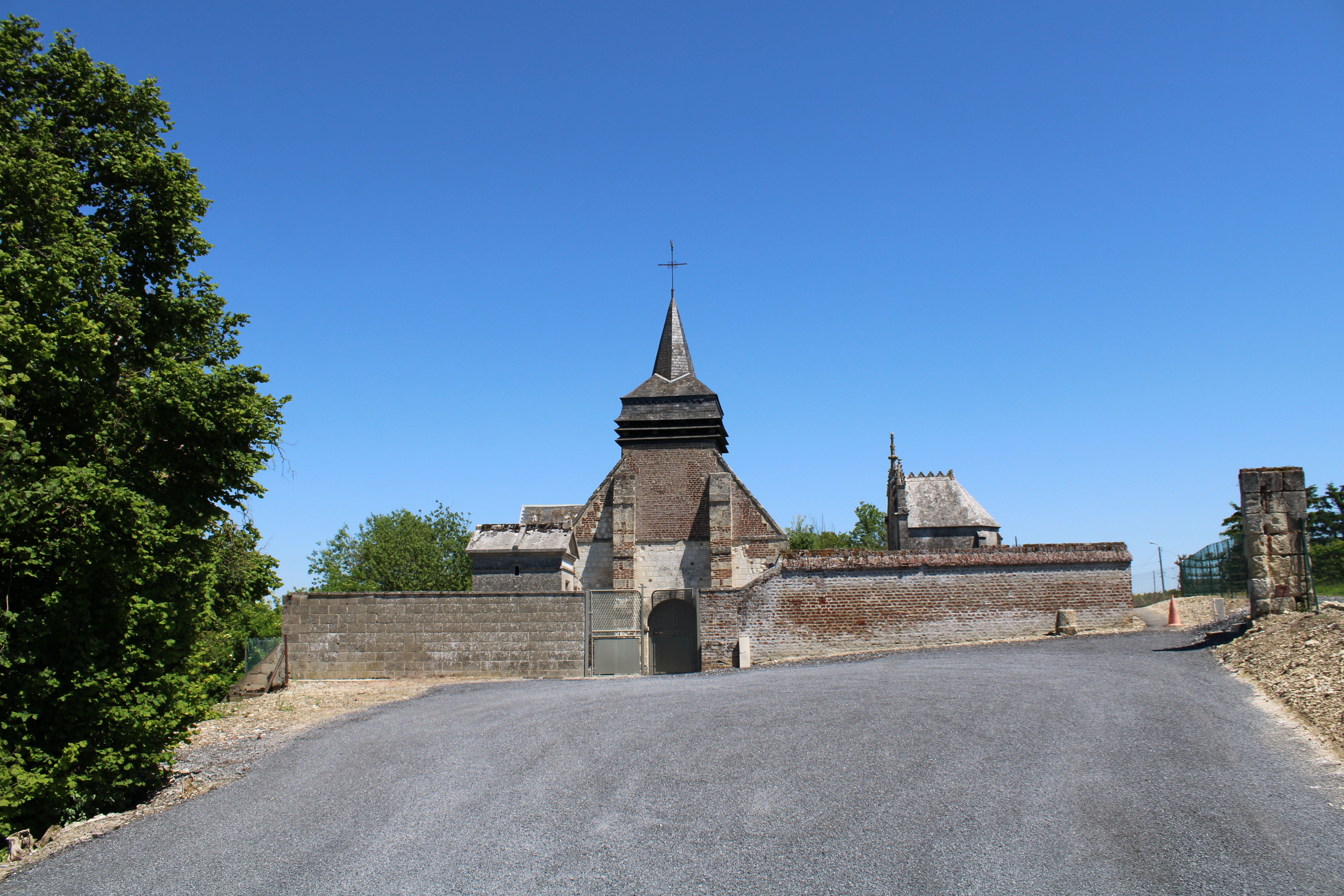
Vue de l'église.
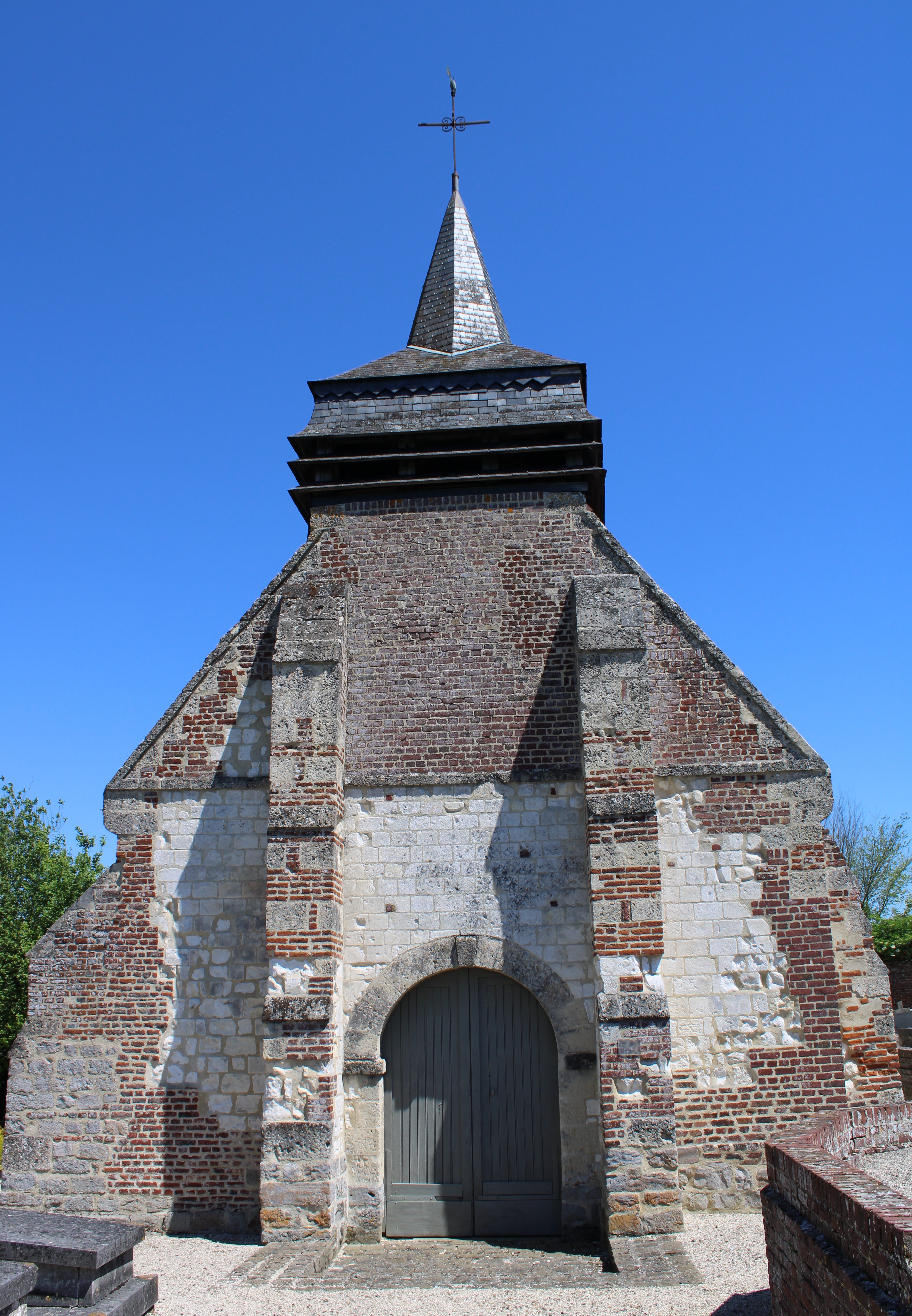
La façade de l'église.
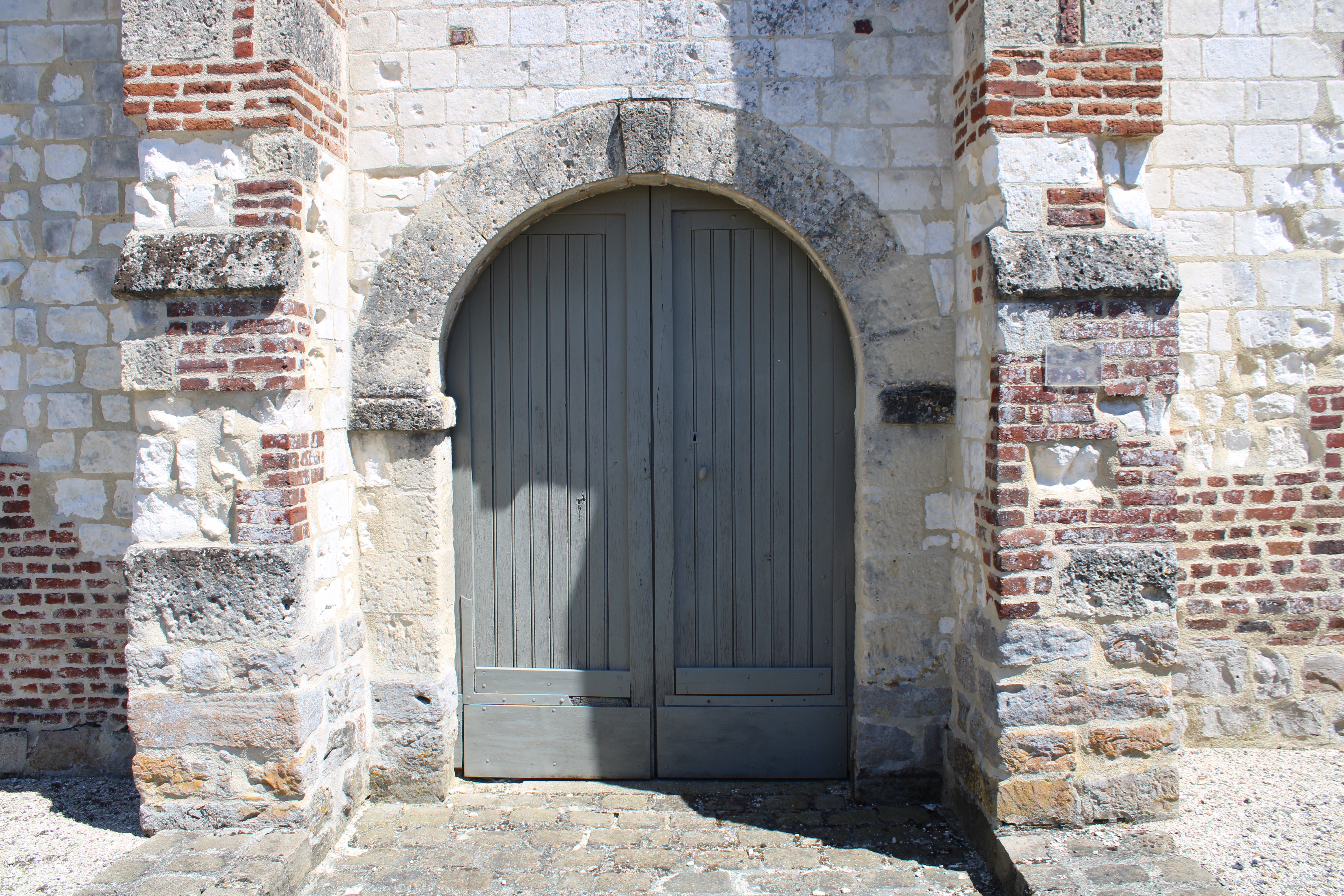
Le portail de l'église.
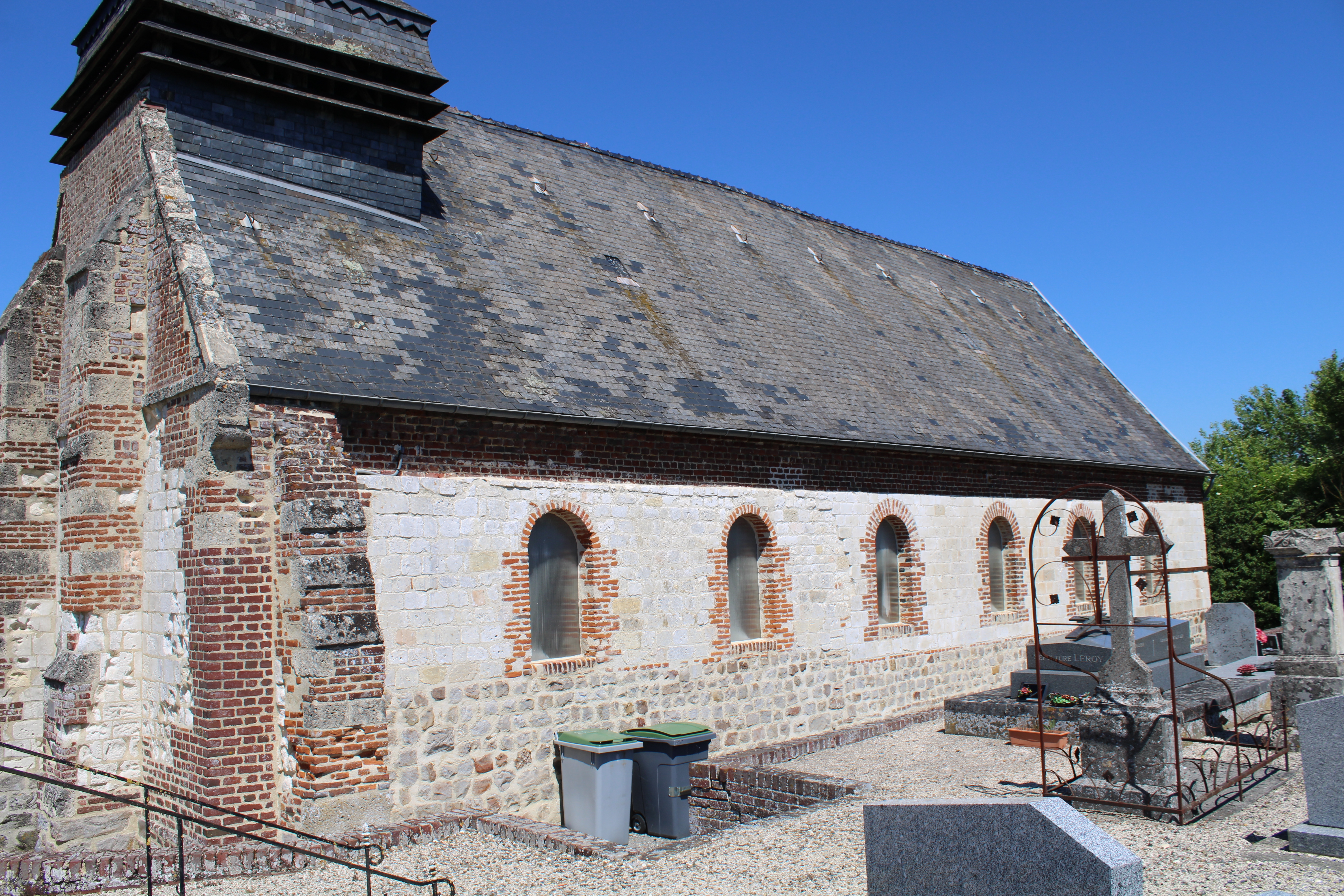
Le mur sud de l'église.
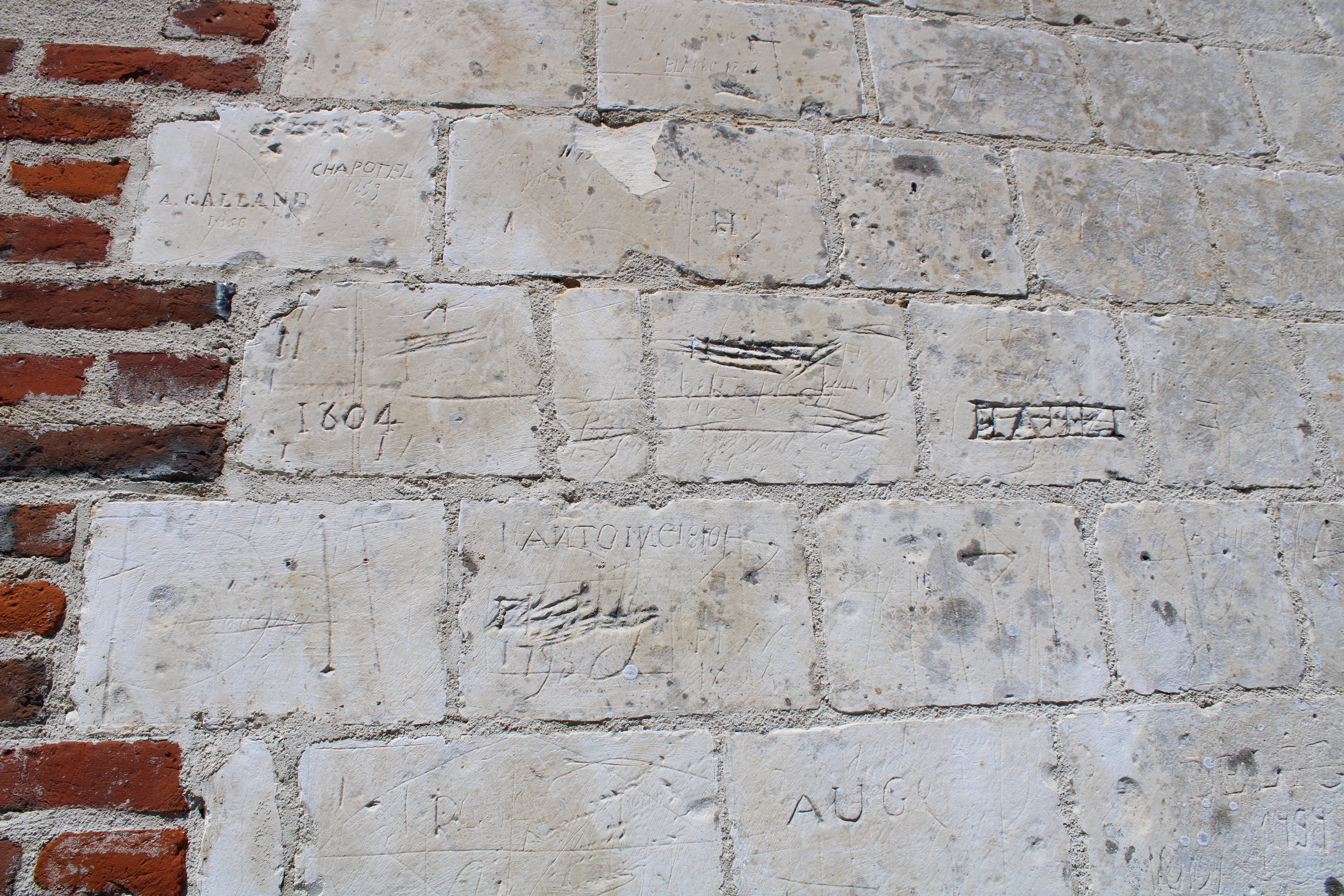
Graffitis sur le mur sud de l'église.